# Hotel Transylvania 3
Hotel Transylvania 3 of Hotel Transylvania 3: Summer Vacation is een Amerikaanse animatiefilm en de derde film van de Hotel Transylvania-filmreeks. De film ging op 13 juli 2018 in première. De film is het vervolg op Hotel Transylvania 2 uit 2015.

## Verhaal
Dracula heeft het heel druk. Mavis wil daarom dat ze er een tijdje tussenuit gaan naar de Bermudadriehoek alwaar een oude vijand van Dracula, Abraham Van Helsing, zich daar heeft verstopt. De kapitein van het schip, Ericka, waar Dracula inmiddels verliefd op is geworden, is echter de achterkleindochter van Abraham.
Uiteindelijk verslaat Dracula hem, maar hij redt hem net voordat hij te pletter valt. Ericka en Dracula verklaren elkaar de liefde.

## Rolverdeling
| Personage                           | Engelstalige stem    | Nederlandstalige stem |
| ----------------------------------- | -------------------- | --------------------- |
| de vampier Graaf Dracula            | Adam Sandler         | Charly Luske          |
| de mens Jonathan                    | Andy Samberg         | Ferry Doedens         |
| de vampier Mavis Dracula            | Selena Gomez         | Liza Sips             |
| de halfvampier Dennis               | Saul Andrew Blinkoff | Rijk Aardse           |
| Frank/Frankenstein                  | Kevin James          | Marcel Jonker         |
| Geert de weerwolf                   | Steve Buscemi        | Tony Neef             |
| de onzichtbare man Griffin          | David Spade          | Edward Reekers        |
| de mummie Murray                    | Keegan-Michael Key   | Fernando Halman       |
| de vampier Vlad, Dracula's vader    | Mel Brooks           | Arjan Ederveen        |
| Kapitein Ericka                     | Kathryn Hahn         | Ilse Warringa         |
| Abraham Van Helsing                 | Jim Gaffigan         | Paul Groot            |
| Eunice                              | Fran Drescher        |                       |
| Wanda de weerwolf                   | Molly Shannon        |                       |
| de Kraken                           | Joe Jonas            |                       |
| Winnie                              | Sadie Sandler        |                       |
| Blobby / Blobby Baby / Puppy Blobby | Genndy Tartakovsky   |                       |
| Crystal                             | Chrissy Teigen       | Anneke Beukman        |
| Gremlins                            | Aaron LaPlante       |                       |
| Frankenlady                         | Tara Strong          |                       |